# Biuro Ścigania Praktyk Korupcyjnych
Biuro Ścigania Praktyk Korupcyjnych (chiń. 貪汚調査局; mal. Biro Siasatan Pencegahan Rasuah; ang. Corrupt Practices Investigation Bureau) – singapurska instytucja rządowa zajmująca się wykrywaniem i ściganiem korupcji w sektorze publicznym i prywatnym.
W latach 40. i 50. XX wieku korupcja była zjawiskiem powszechnym w Singapurze, szczególnie wśród urzędników państwowych i w biznesie. Była zwalczana przez policję, jednak osiągane przez nią rezultaty nie były zadowalające, gdyż korupcja występowała również w policji. Stąd zaistniała potrzeba stworzenia nowej, niezależnej instytucji.
W 1952 brytyjskie władze kolonialne powołały Biuro ds. Ścigania Praktyk Korupcyjnych. Pomimo iż głównym zadaniem Biura jest wykrywanie korupcji jest ono także upoważnione do ścigania innych zdarzeń kryminalnych, które z korupcją mogą mieć związek. W szczególności są to:
- zbieranie informacji i przeprowadzanie śledztw w sprawach praktyk korupcyjnych,
- wykrywanie spraw związanych z nadużyciem zaufania i podejrzeń wobec urzędników państwowych o praktyki korupcyjne
- działania prewencyjne.

Dyrektor Biura odpowiada bezpośrednio przed premierem, a ono samo znajduje się w strukturze jego gabinetu. Ponadto działa niezależnie od singapurskiej policji i innych agencji rządowych, tak aby uniknąć niepożądanych ingerencji w prowadzone śledztwa.
Początkowo, z powodu procedur prawnych Biuro miało pewne trudności ze zbieraniem dowodów w sprawach indywidualnych. Ponadto problemem był brak chęci współpracy ze strony sektora publicznego - urzędnicy państwowi wyrażali wątpliwości i obawy dotyczące działalności Biura. Przełomowym był rok 1959, kiedy do władzy doszła socjaldemokratyczna Partia Akcji Ludowej. Nowe władze zdecydowanie potępiły korupcję urzędniczą. W 1960 Singapur przyjął istotne rozwiązania prawne: uchwalono Ustawę o zapobieganiu korupcji, zaś w 1989 uchwalono ustawę o konfiskacie korzyści pochodzących z korupcji.
Singapur obok bardzo dobrych wyników gospodarczych notuje marginalne w porównaniu z innymi krajami zjawisko korupcji. Według, prowadzonego przez Transparency International, wskaźnika percepcji korupcji z 2007, obejmującego 180 państw, Singapur znalazł się na czwartym miejscu. Wyprzedzają go jedynie Dania, Finlandia i Nowa Zelandia.

## Przepisy antykorupcyjne w Singapurze
Ustawa o zapobieganiu korupcji (Singapore Statute, 241 Prevention of Corruption Act) dostarcza szerokich praw BŚPK, w sprawie prowadzenia śledztw przeciw korupcji, wliczając w to:
- prawo inwigilacji nie tylko śledzonego, ale także jego rodziny i współpracowników, oraz sprawdzania ich danych finansowych
- obowiązek stawienia się świadka w celu przesłuchania
- prawo do badania innych, przypadkowo wykrytych zarzutów w toku śledztwa antykorupcyjnego.